# Classique Puisaye-Forterre
La Classique Puisaye-Forterre ou Classique Puisaye-Forterre Souvenir Philippe Gerbault est une course cycliste disputée en septembre dans les régions naturelles de Puisaye et de Forterre, en France. Sa première édition a eu lieu en 2021 ; l'épreuve est organisée par le club du VC Toucy, avec Jérémy Maison comme directeur de course.

## Présentation
Philippe Gerbault (1958-2021) auquel la compétition rend hommage, était le président du VC Toucy, lorsqu'il trouva la mort de façon accidentelle en août 2021.
L'épreuve dirigée par Jérémy Maison (ancien pro et ancien du VC Toucy) se déroule sur environ 160 km, entre Toucy et Saint-Fargeau (Yonne).
Depuis 2023, l'épreuve est au calendrier de la Coupe de France des clubs cyclistes DN2. Le programme 2024 de la Fédération française de cyclisme indique que la Classique Puisaye-Forterre est désormais une épreuve de la Coupe de France des clubs cyclistes DN1.

## Palmarès
| Année | Vainqueur         | Deuxième          | Troisième           |
| ----- | ----------------- | ----------------- | ------------------- |
| 2021  | Rémi Huens        | Matthew Teggart   | Maxime Jarnet       |
| 2022  | Louka Matthys     | Justin Ducret     | Kévin Le Cunff      |
| 2023  | Antoine Devanne   | Antoine Berger    | Titouan Margueritat |
| 2024  | Clément Izquierdo | Clément Le Boetez | Tom Mainguenaud     |